# Kortárs (folyóirat)
A Kortárs (1957–) irodalmi és kritikai folyóirat; a szerkesztés és kiadás székhelye Budapest, megjelenés havonként.

## A folyóirat leírása
- Cím: Kortárs : irodalmi és kritikai folyóirat
- Megjelenés: Budapest : Magyar Írószövetség; Kortárs Folyóiratkiadói Kft.
- Állományadatok: 1. évf.: 1957 — 68. évf. 2023

## Története
A folyóirat a korábban elhallgattatott íróknak is teret adott (Kodolányi János, Németh László). A már ismert írók (pl. Darvas József, Jékely Zoltán, Rónay György, Szabó Pál, Tamási Áron, Veres Péter) írásai mellett folyamatosan bemutatkozhattak a fiatalabb nemzedékek képviselői (Csoóri Sándor, Mészöly Miklós, Nagy László, Nemes Nagy Ágnes, Pilinszky János, Sarkadi Imre). A folyóirat szépirodalmi művek, tanulmányok, esszék, kritikák mellett szociográfiai írásokat is közread, s mindezek mellett a színház, a film, a zene és a képzőművészet jeles eseményeit is figyelemmel kíséri.
Illyés Gyula írta a Kortárs helyével és szerepével kapcsolatban egyik programadó cikkében: ”A Kortársat a történelmi szerepű nagy magyar folyóiratok utódjának szeretném, ha látná egy tisztultabb jövő.”

## A Kortárs szerkesztői
- Darvas József, Tolnai Gábor (1957—1962), Vaád Ferenc olvasószerkesztő (1957—1959)
- Király István (1962—1963)
- Simon István (1964—1970)
- Kovács Sándor Iván (1971—1982)
- Száraz György (1983—1988)
- Thiery Árpád (1989—1990)
- Kis Pintér Imre (1991—2014)
- Thimár Attila (2015—) [2][3] [4]